# Vilosanjas
Villossanges és un municipi francès situat al departament del Puèi Domat i a la regió d'Alvèrnia-Roine-Alps. L'any 2007 tenia 383 habitants.

## Demografia

### Població
El 2007 la població de fet de Villosanges era de 383 persones. Hi havia 160 famílies de les quals 52 eren unipersonals (24 homes vivint sols i 28 dones vivint soles), 52 parelles sense fills, 48 parelles amb fills i 8 famílies monoparentals amb fills.
La població ha evolucionat segons el següent gràfic:
Habitants censats

### Habitatges
El 2007 hi havia 272 habitatges, 167 eren l'habitatge principal de la família, 54 eren segones residències i 51 estaven desocupats. 246 eren cases i 22 eren apartaments. Dels 167 habitatges principals, 132 estaven ocupats pels seus propietaris, 28 estaven llogats i ocupats pels llogaters i 7 estaven cedits a títol gratuït; 1 tenia una cambra, 9 en tenien dues, 12 en tenien tres, 38 en tenien quatre i 107 en tenien cinc o més. 118 habitatges disposaven pel capbaix d'una plaça de pàrquing. A 64 habitatges hi havia un automòbil i a 79 n'hi havia dos o més.

### Piràmide de població
La piràmide de població per edats i sexe el 2009 era:
| Homes | Edats   | Dones |
| ----- | ------- | ----- |
| 0     | 95 o +  | 0     |
| 4     | 90 a 94 | 12    |
| 4     | 85 a 89 | 8     |
| 0     | 80 a 84 | 0     |
| 8     | 75 a 79 | 20    |
| 8     | 70 a 74 | 20    |
| 12    | 65 a 69 | 4     |
| 4     | 60 a 64 | 8     |
| 8     | 55 a 59 | 4     |
| 36    | 50 a 54 | 20    |
| 16    | 45 a 49 | 28    |
| 12    | 40 a 44 | 20    |
| 4     | 35 a 39 | 12    |
| 12    | 30 a 34 | 0     |
| 20    | 25 a 29 | 8     |
| 12    | 20 a 24 | 4     |
| 16    | 15 a 19 | 8     |
| 4     | 10 a 14 | 20    |
| 12    | 5 a 9   | 4     |
| 0     | 0 a 4   | 8     |

## Economia
El 2007 la població en edat de treballar era de 247 persones, 179 eren actives i 68 eren inactives. De les 179 persones actives 163 estaven ocupades (91 homes i 72 dones) i 15 estaven aturades (7 homes i 8 dones). De les 68 persones inactives 34 estaven jubilades, 13 estaven estudiant i 21 estaven classificades com a «altres inactius».

### Ingressos
El 2009 a Villosanges hi havia 162 unitats fiscals que integraven 349 persones, la mediana anual d'ingressos fiscals per persona era de 13.521 €.

### Activitats econòmiques
Dels 18 establiments que hi havia el 2007, 2 eren d'empreses alimentàries, 1 d'una empresa de fabricació d'altres productes industrials, 4 d'empreses de construcció, 3 d'empreses de comerç i reparació d'automòbils, 1 d'una empresa de transport, 2 d'empreses d'hostatgeria i restauració, 4 d'empreses de serveis i 1 d'una empresa classificada com a «altres activitats de serveis».
Dels 8 establiments de servei als particulars que hi havia el 2009, 2 eren tallers d'inspecció tècnica de vehicles, 1 paleta, 2 fusteries, 1 electricista, 1 perruqueria i 1 restaurant.
L'únic establiment comercial que hi havia el 2009 era una fleca.
L'any 2000 a Villosanges hi havia 45 explotacions agrícoles que ocupaven un total de 2.263 hectàrees.

## Equipaments sanitaris i escolars
El 2009 hi havia una escola elemental integrada dins d'un grup escolar amb les comunes properes formant una escola dispersa.

## Poblacions més properes
El següent diagrama mostra les poblacions més properes.